# Benthall Hall
Benthall Hall est une maison de campagne anglaise du XVIe siècle située à Benthall, dans la ville de Broseley, dans le Shropshire, Angleterre, et à quelques kilomètres de l'historique Vallée d'Ironbridge. Elle conserve une grande partie de son bel intérieur en chêne et un escalier élaboré du XVIIe siècle. Elle est toujours occupée par la famille Benthall, mais appartient au National Trust depuis 1958 et est ouverte au public tous les lundis, mardis, mercredis, samedis, dimanches et jours fériés (février à octobre).
La maison est construite vers 1580, probablement sur le site d'un ancien manoir médiéval du XIIe siècle. Pendant la guerre civile, il est mis en garnison et est le site de plusieurs escarmouches.
Le jardin est en grande partie le produit de deux locataires. George Maw (1832–1912), fabricant de poterie local et passionné de crocus, développe le jardin à partir de 1865 environ. Par la suite, le peintre et sculpteur romantique de l'époque victorienne Robert Bateman (artiste) (en) (1842-1922), qui est le fils d'un célèbre horticulteur, ajoute les rocailles et les terrasses du jardin actuel.
L'église Saint-Barthélemy de l'époque de la Restauration, construite entre 1667 et 1668, se dresse à proximité de la maison. Le Shropshire Way, un sentier longue distance balisé, traverse la vaste forêt qui s'étend au nord, entre le domaine et la rivière Severn.
Dans Enola Holmes, Benthall Hall est utilisé pour les plans extérieurs du domaine familial des Holmes.